# Portfolio elettronico
Un portfolio elettronico, portfolio digitale o e-portfolio in didattica è una raccolta mirata di informazioni e di vari documenti digitali che dimostra lo sviluppo e/o l'apprendimento di abilità e competenze da parte dello studente. La lettera «e» che precede la parola portfolio sta per electronic e indica il supporto su cui il portfolio è conservato o realizzato.
Idealmente, l'e-portfolio è interoperabile ad esempio con ambienti di apprendimento, servizi di reclutamento o per sostenere la continuità nell'apprendimento permanente.

## Struttura del portfolio elettronico
L'e-portfolio diventa un vero e proprio ambiente di apprendimento on line che consente allo studente di ricostruire il proprio percorso formativo attraverso una serie di strumenti che lo guidano e lo supportano in questa costruzione. Esso si articola, secondo il modello di Danielson & Abrutyn, (1998) e sulla base della rilettura di Helen C. Barrett (2003), in tre macrosezioni, che si richiamano reciprocamente e si intrecciano reticolarmente nel corso della costruzione: selezione, connessione, proiezione.
- La selezione, ovvero la raccolta della documentazione ritenuta significativa per attestare il proprio percorso, è costituita essenzialmente da prodotti dello studente, ma può contenere anche materiali che lo stesso ritiene importanti per la sua formazione: frammenti dei testi che ha studiato o consultato, narrazioni o video di eventi, commenti di docenti o di colleghi. Ogni materiale è accompagnato da una scheda in cui sono inseriti alcuni metadati: la data della selezione, il contesto in cui si colloca il frammento e soprattutto le motivazioni che ne hanno determinato la scelta. Lo studente è incoraggiato a precisare i motivi per cui il materiale selezionato è significativo per la propria formazione. Il materiale può risultare significativo a diversi livelli: perché ha permesso di migliorare la comprensione di un certo contenuto di studio, perché evidenzia una modifica dello stile di apprendimento e delle modalità di studio, perché rileva un cambiamento nei risultati ottenuti.
- La seconda sezione è la connessione, in cui lo studente raggruppa i materiali scelti per costruire una narrazione che illustri il proprio apprendimento nell'ambito di una competenza. La connessione dunque non è relativa ad un singolo prodotto della selezione, ma prende in considerazione più materiali per cogliere le linee di tendenza e gli aspetti comuni. Per la connessione si utilizzano strumenti che permettono di costruire una narrazione (testo) oppure una rete (mappa).
- La terza sezione è la proiezione, l'esplicitazione della direzione verso cui lo studente intende indirizzare il proprio processo di apprendimento sulla base del cammino individuale dello studente e tenendo conto dello scenario della comunità a cui appartiene. Permette di indicare quali tra le competenze individuate sono state raggiunte o sono ancora da raggiungere. Per facilitare l'individuazione delle competenze da autovalutare, spesso viene proposta a sostegno dell'e-portfolio una rubrica, cioè un documento che individua per ogni singola prestazione di competenza, ritenuta come fondante dalla comunità, gli indicatori con i relativi livelli e gli esempi.

Entra in gioco, in questo senso, la memoria: nella selezione, attraverso la presentazione degli artefatti, lo studente si riappropria del proprio percorso formativo; in effetti, lo scopo della selezione non è semplicemente quello di inserire materiali, ma anche quello di giustificarne la scelta attraverso un commento. Viene così stimolata la riflessione e la ricostruzione di un'immagine di sé legata alle proprie produzioni e alle reificazioni del proprio percorso formativo.
È importante notare che l'e-portfolio consente l'inserimento di materiali multimediali e ipermediali, dando così la possibilità di ampliare notevolmente la ricchezza degli artefatti inseriti e l'evocatività dei singoli frammenti. La digitalizzazione dei contenuti consente anche la loro riorganizzazione in momenti successivi e per scopi diversi: i materiali inseriti possono essere tra loro collegati per costruire mappe grafiche e visualizzare ironicamente connessioni e nuove relazioni tra i contenuti appresi; in secondo luogo, i lavori presenti nella selezione possono essere utilizzati dallo studente per ricomporre un curriculum vitae ipermediale, o una presentazione del proprio percorso formativo da esibire in contesti professionali.
Questo percorso narrativo di ricostruzione ci consente di stabilire relazioni coerenti tra artefatti diversi e momenti successivi della nostra storia: Kennet J. Gergen sottolinea come la nostra identità si strutturi principalmente attraverso il “discorso sul sé”, formulando “una storia, in cui gli eventi sono sistematicamente collegati, resi intelligibili dalla loro posizione in una sequenza o in un processo di spiegazione, permette di mostrare noi stessi agli altri e a noi stessi”. Il riferimento alla presenza degli “altri” è una notazione necessaria: l'identità non è concepibile come un costrutto individuale e stabile, ma è qualcosa che rinegoziamo continuamente, durante tutta la nostra vita, ed è costruita in un contesto sociale.
Nella parte chiamata proiezione ogni corsista è posto di fronte al duplice compito di:
- fare il punto della situazione per determinare i livelli raggiunti, sulla base del confronto con la rubrica;
- pianificare e progettare i traguardi futuri, per dirigere le aspettative e le azioni in vista degli obiettivi ancora da conseguire. Attraverso questa azione di riconnessione si legano il passato della memoria e il futuro della promessa, in quanto riconoscendo i risultati raggiunti e le difficoltà incontrate si arriva alla consapevolezza della propria situazione. Da qui può nascere una assunzione di responsabilità per il proprio futuro, che mette l'autore del portfolio nella posizione di fare previsioni e prospettare nuovi traguardi, riferiti a se stesso, ma in relazione agli altri membri della comunità.

### La rubrica
Nella fase della proiezione un ruolo essenziale gioca la rubrica dato che essa diviene lo schema su cui “proiettare” il proprio percorso per evidenziarne progressi e regressi e individuare la direzione in cui muoversi.
La rubrica è un elenco di linee guida che specifica gli elementi che contraddistinguono la qualità (buona, debole o scarsa) di una prestazione.
B. M. Varisco riprende la definizione di L. Anderson (2003) che definisce “la rubrica come una guida allo scoring che dà la possibilità a chi la effettua di formulare giudizi attendibili sulla qualità delle risposte date dallo studente a compiti di ampia risposta (progetti, compiti estesi). Include criteri espliciti, un sottostante continuum per ciascun criterio, una descrizione verbale ed un punteggio che connotano le differenze di qualità delle risposte date dallo studente”.
B.M. Varisco ricorda che “la rubrica nasce come strumento per rendere praticabile una misurazione e relativo un confronto dei risultati ottenuti in prove differenti ma su medesimo dominio, proposte in tempi diversi allo stesso soggetto o prove uguali proposte nello stesso periodo a diversi soggetti di un medesimo contesto didattico” (2004).
La rubrica consiste in una lista di criteri che descrivono le caratteristiche di una scala di punteggi prefissati. Le rubriche sono frequentemente accompagnate da esempi di prodotti o di prestazioni che hanno lo scopo di illustrare ciascuno dei punteggi. Tali esempi sono detti áncore.
La rubrica è strutturata in indicatori ovvero concetti che esplicitano gli elementi costitutivi di una prestazione di competenza. Sono rilevabili, misurabili e valutabili. Sono concetti più semplici, specifici, traducibili in termini osservativi, legati ai concetti generali da quello che viene definito un rapporto di indicazione o rappresentanza semantica.
Per ogni indicatore sono evidenziati i livelli di acquisizione e di padronanza. Inoltre è possibile relazionare ogni livello ai materiali (áncore) che “esplicitano” il significato dei vari livelli.
La rubrica ha funzioni differenti: per il docente è lo strumento che indica le finalità da raggiungere, per lo studente è lo strumento che supporta la sua autovalutazione, nella relazione scuola-mondo del lavoro è la base del confronto e permette di definire dei profili professionali a cui la scuola tende e che il mondo del lavoro ritiene necessari.

### Le tecnologie informatiche e telematiche
Esse incidono sulla struttura dell'ePortfolio grazie alla:
- digitalizzazione che permette di operare e raccogliere materiali differenti;
- computazione che permette di confrontare e ritrovare materiali differenti in tempi brevissimi;
- interoperabilità che permette di correlare, far dialogare e combinare materiali differenti o posizionati in dossier/apparati differenti.

#### Digitalizzazione
Per digitalizzazione si intende la memorizzazione di un artefatto in formato digitale.
Differenze che apporta la digitalizzazione:
1. l'artefatto viene ri-mediato;
2. l'artefatto è riproducibile, visibile in varie realtà e, quindi, utilizzabile per vari scopi;
3. l'artefatto è manipolabile.

#### Computazione
La computazione garantisce una facile e veloce ricerca di stringhe.
La ricerca può essere facilitata se i dati sono organizzati con la tecnologia dei database e la logica che ne presiede la funzionalità.

#### Interoperabilità
Per interoperabilità si intende la possibilità per due o più reti o sistemi di essere connessi, di scambiare informazioni e di utilizzare le informazioni scambiate (FCC, 2003).
Un esempio di interoperabilità è il linguaggio html usato per le pagine web. Tale linguaggio garantisce che le pagine possono essere scambiate tra provider differenti e lontani e possono essere lette e visualizzate da browser e macchine differenti.
Per l'ePortfolio interessa la connessione tra i due aspetti che garantisce la possibilità di funzioni essenziali nelle varie sezioni:
- utilizzare lo stesso materiale in varie sezioni;
- riutilizzare un materiale o parte di esso in un tool differente;
- rendere possibili patchwork, combinazioni e giochi caleidoscopici con frammenti che sono presenti in tool differenti, che utilizzano formati differenti, che sono descrivibili con media differenti.

## Principali vantaggi

### Metariflessione
Il portfolio è particolarmente adatto quando si tratta di confrontarsi criticamente con le proprie esperienze e i propri atteggiamenti e di riflettere sul proprio processo di apprendimento. Semplificando, il principio didattico potrebbe essere definito come «from Teaching to Learning» ossia dall'insegnamento all'apprendimento. Il vantaggio di un e-portfolio rispetto a uno cartaceo è che il processo di apprendimento può essere analizzato per un lungo periodo di tempo.
I processi di apprendimento possono essere documentati e analizzati per tutta la durata di uno o più anni scolastici.

### Dialogo
Nella parte pubblica dell'e-portfolio possono essere poste domande ai/alle compagni/e e agli insegnanti. Le risposte, ed eventualmente le soluzioni, sono conservate in forma digitale e possono anche essere messe a disposizione di altri. Il trasferimento delle conoscenze avviene dunque in una classe intera o semestre e l'e-portfolio di ogni singolo si somma in un'area di conoscenze virtuale.

### Apprendimento cooperativo
L'e-portfolio è dunque una forma di apprendimento che consente e favorisce l'apprendimento cooperativo. La comunicazione e lo scambio con gli altri su processi di apprendimento, difficoltà, esperienze, (auto) critica e proposte di miglioramento, così come su considerazioni personali, sono richieste e favorite.

### Presentazione multimediale
L'e-portfolio consente di presentare le proprie conoscenze e le proprie fasi di sviluppo con tutti i mezzi espressivi multimediali.

### Interattività
L'interattività e la responsività orientate agli oggetti si uniscono in un concetto che Keil-Slawki definiscono «tipografia attiva».
«La tipografia attiva identifica quindi una qualità mediale nuova, perché al contrario dei media analogici per la prima volta nella storia della nostra cultura della nostra percezione è allo stesso tempo anche l'oggetto della manipolazione resa accessibile dalla tecnologia. Un aspetto ancora più importante è che tale manipolazione può avvenire in modo diffuso e collaborativo, consentendo un'interazione diretta tra autore e lettore grazie all'annullamento delle discontinuità mediali necessariamente presenti nei media analogici».

### Apprendimento autoregolato
La disponibilità dello spazio virtuale, offerta in questo caso dall'e-portfolio, oltre all'apprendimento sincrono in aula, permette ai discenti anche di sfruttare in modo asincrono uno spazio di apprendimento in una classe virtuale. La rottura dell'apprendimento con ritmo uniformato tramite la possibilità dello spazio virtuale, viene incontro alla caratteristica dell'apprendimento autoregolato. Il processo di apprendimento attivo, organizzato individualmente è favorito dall'indipendenza dal luogo e dal tempo, dal ritmo individuale di apprendimento e dalle abitudini di studio personali.